# San Vicente (Palawan)
Pour les articles homonymes, voir San Vicente.
San Vicente est une municipalité de 1re classe de la province de Palawan aux Philippines. Sa population était de 21 654 personnes en 2000.

## Divisions administratives
San Vicente est divisée en 10 barangay :
- Alimanguan;
- Binga;
- Boayan;
- Caruray;
- Kemdeng;
- New Agutaya;
- New Canipo;
- Naporay;
- Port Barton;
- Poblacion;
- San Isidro;
- Santo Niño.